# Joe Cocker
Joe Cocker, rođen kao John Robert Cocker (Sheffield, 20. svibnja 1944. – Crawford, Colorado, 22. prosinca 2014.), bio je engleski pjevač pop izričaja.

## Životopis
Glazbenu karijeru Cocker je započeo u rodnom gradiću Sheffieldu, Engleska s 15 godina. Njegov prvi sastav bili su The Avengers (u kojima je pjevao pod umjetničkim imenom Vance Arnold), potom je surađivao sa sastavom Big Blues, kao i s The Grease Bandom. Godine 1969. pojavljuje se na američkom TV showu Show Eda Sullivana.
Prvi veliki hit Cocker je imao s pjesmom „With a Little Help from My Friends”, obradom The Beatlesa na kojoj je gitaru svirao Jimmy Page. Iste godine održao je nastup na legendernom festivalu u Woodstocku. Daljnji je uspjeh postigao obradom pjesme „She Came In Through the Bathroom Window” The Beatlesa, te vlastitim pjesmama, iznimno uspješnim „Cry Me a River” i „Feelin' Alright”. Godine 1970. postiže najveći hit tog dijela svoje karijere s pjesmom „The Letter” s albuma Mad Dogs and Englishmen.
Početkom 1970-ih problemi s drogom i alkoholom usporavaju mu karijeru, no u 80-ima i 90-ima uspijeva se vratiti zahvaljujući nekolicini iznimno uspješnih hitova:
- „Up where We Belong”, pjesma nagrađena Oscarom, otpjevana s Jennifer Warnes za film Časnik i gospodin
- „You are So Beautiful”
- „When The Night Come”s
- „N'oubliez Jamais”
- „Unchain my heart”

Cocker je slovio za velikog obožavatelja Hrvatske, u kojoj je nastupio nekoliko puta.
U dobi od 70 godina, 22. prosinca 2014., Cocker je umro u svojem domu u Coloradu od posljedica raka pluća.

## Diskografija

### Albumi
- With A Little Help From My Friends (1969.)
- Joe Cocker! (1969.)
- Mad Dogs & Englishmen (1970.)
- Joe Cocker (1972.)
- I Can Stand A Little Rain (1974.)
- Jamaica Say You Will (1975.)
- Stingray (1976.)
- Greatest Hits (1977.)
- Luxury You Can Afford (1978.)
- Sheffield Steel (1982.)
- Civilized Man (1984.)
- Cocker (1986.)
- Unchain My Heart (1987.)
- One Night Of Sin (1989.)
- Joe Cocker Live (1990.)
- Night Calls (1992.)
- The Best Of Joe Cocker (1993.)
- Have A Little Faith (1994.)
- The Long Voyage Home (1995.)
- Organic (1996.)
- Across From Midnight (1997.)
- Greatest Hits (1998.)
- No Ordinary World (1999.)
- Respect Yourself (2002.)
- Heart & Soul (2005.)

## Vanjske poveznice
- Službena stranica